# キミノトモダチ
「キミノトモダチ」は、WEAVERの楽曲。同バンドの5作目の配信限定シングルとして、2010年12月29日にA-Sketchからリリースされた。

## 概要
前作『僕らの永遠〜何度生まれ変わっても、手を繋ぎたいだけの愛だから〜』以来約5か月ぶりのリリースとなる。
本作は、第89回全国高等学校サッカー選手権大会応援歌となっている。